# チーフ (旅客列車)

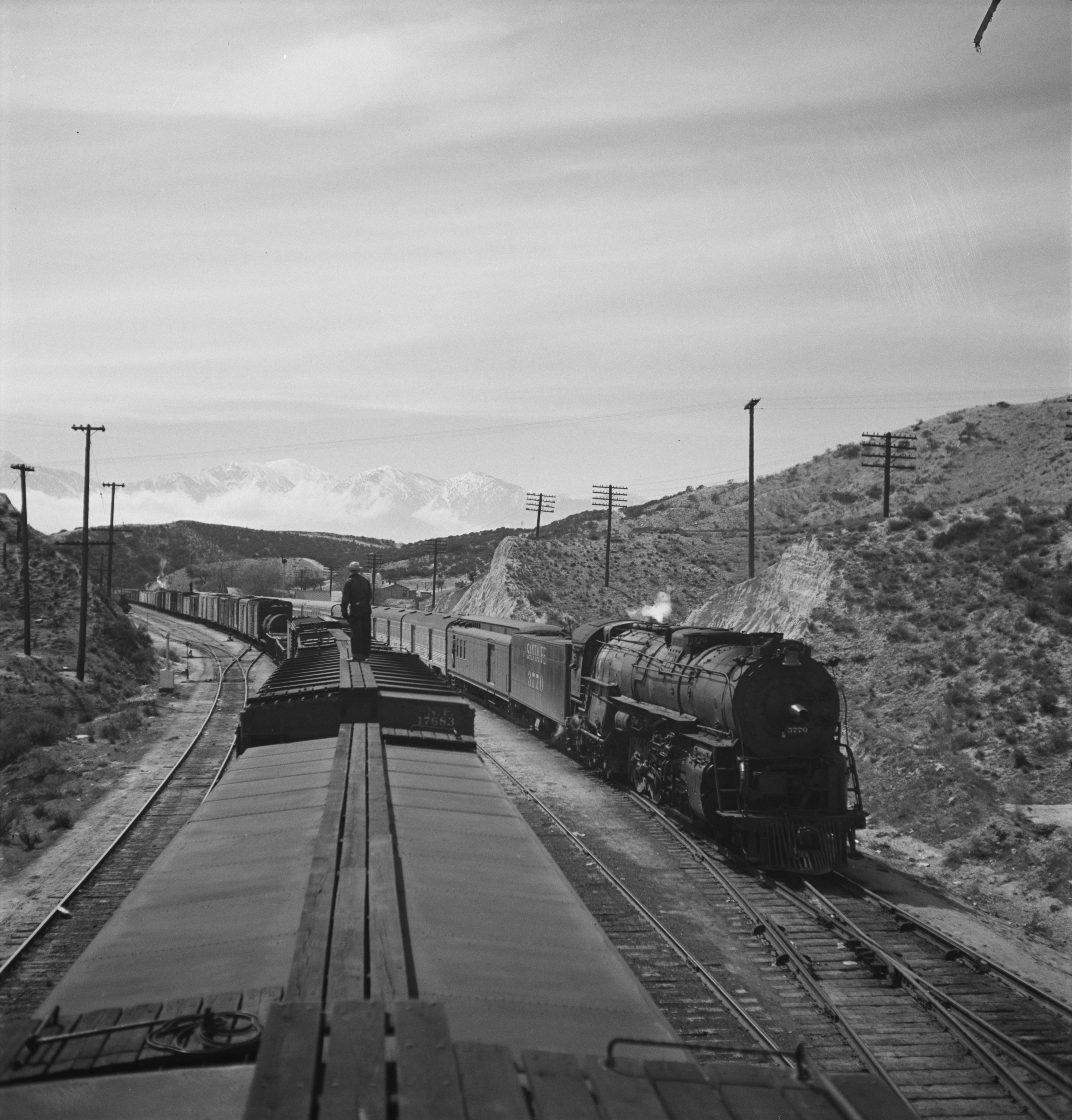
貨物列車と交換するチーフ (1943年)

チーフ(Chief)は19.20列車として1926年から1968年までアッチソン・トピカ・アンド・サンタフェ鉄道 (Atchison, Topeka and Santa Fe Railway 略称AT＆SF)がシカゴ(Chicago, Illinois)とカリフォルニア州ロサンゼルス(Los Angeles, California)間に運行していた代表的な大陸横断の旅客列車。

## 概要
チーフ(Chief)は1926年、カリフォルニア特急を補完する全車寝台列車"all-Pullman"として登場した。当初は重鋼製客車により編成されたが、その後流線化された。
1936年、さらに高速のスーパー・チーフ(Super Chief)や、その後のエル・キャピタン (El Capitan)の登場により、徐々に主役の座を譲った。
その後も航空機や、自動車の普及による鉄道旅客の減少に伴い、1971年の全米鉄道旅客輸送公社・アムトラック(National Railroad Passenger Corporation)の発足を待たず、1968年に運行停止となった。

## 歴史

### 年表
- 1926年: チーフ(Chief)運行開始
- 1937年-1938年: 流線型軽量車両導入、所要時間50時間45分に
- 1953年: 所要時間東行39時間45分・西行39時間30分に
- 1968年: 運行停止
- 1972年: アムトラックにより、19.20列車チーフ(Chief)として3ヶ月間復活

### 1932年7月1日の編成（ロサンゼルス発シカゴ行き・ウィンスロウ到着時）
| 使用車両      | 車両愛称・形式  | 車種                                                               |
| ------------- | --------------- | ------------------------------------------------------------------ |
| AT＆SF3745    | 4-8-2蒸気機関車 | 蒸気機関車                                                         |
| AT＆SF70      |                 | 郵便車                                                             |
| AT＆SF1953    |                 | バゲージ（荷物車）                                                 |
| AT＆SF1309    | CHIFE SAHNNI    | バゲージ・ビッフェット・クラブ（荷物・ビッフェ・クラブ）           |
| CABEZON PEAK  |                 | 寝台車（10セクション・2デュリューイングルーム）                    |
| GENERAL CARR  |                 | 寝台（10セクション）・ラウンジ車                                   |
| AT＆SF1418    |                 | ダイニング（食堂車）                                               |
| GLEN FRAZER   |                 | 寝台車（6コンパートメント・3デュリューイングルーム）               |
| CENTELLO      |                 | 寝台車（8セクション・1デュリューイングルーム・2コンパートメント）  |
| CRYSTAL BROOK |                 | 寝台（3コンパートメント・2デュリューイングルーム）・展望ラウンジ車 |

### 1944年7月3日の編成（シカゴ発ロサンゼルス行き・アルバカーキー発車時）
| 使用車両      | 車両愛称・形式  | 車種                                                                      |
| ------------- | --------------- | ------------------------------------------------------------------------- |
| AT＆SF3774    | 4-8-4蒸気機関車 | 蒸気機関車                                                                |
| AT＆SF3436    |                 | バゲージ（荷物車）                                                        |
| AT＆SF64      |                 | 郵便車                                                                    |
| AT＆SF3435    |                 | バゲージ（荷物車）                                                        |
| AT＆SF1384    | SAN IGNACIO     | バゲージ・ビッフェット・ラウンジ（荷物・ビッフェ・ラウンジ）              |
| SINYALA       |                 | 寝台車（8セクション・2コンパートメント・2デュリューイングルーム）         |
| CHIMAYO       |                 | 寝台車（17ルーメット）                                                    |
| HUALPAI       |                 | 寝台車（4ダブルベッドルーム・4コンパートメント・2デュリューイングルーム） |
| MOHAVE        |                 | 寝台車（4ダブルベッドルーム・4コンパートメント・2デュリューイングルーム） |
| AT＆SF1375    | MOENCOPI        | ドミトリー・ビッフェット・ラウンジ（乗務員・ビッフェ・ラウンジ車）        |
| AT＆SF1494    |                 | ダイニング（食堂車）                                                      |
| CASCADE BASIN |                 | 寝台車（10ルーメット・5ダブルベッドルーム）                               |
| TAOS VALLEY   |                 | 寝台車（6セクション・6ルーメット・4ダブルベッドルーム）                   |
| SALAHKAI      |                 | 寝台車（8セクション・2コンパートメント・2ダブルベッドルーム）             |
| DENEHOTSO     |                 | 寝台（4デュリューイングルーム・1ダブルベッドルーム）・展望ラウンジ車      |

## チーフ(Chief)の名を冠した列車
- スーパー・チーフ(Super Chief) （シカゴ - ロサンゼルス）
- カンザスシティ・チーフ(Kansas City Chief) （シカゴ - カンザスシティ）
- サンフランシスコ・チーフ(San Francisco Chief) （シカゴ - リッチモンド・サンフランシスコ）
- テキサス・チーフ(Texas Chief) （シカゴ - ガルベストン）